# 圓腹棱鯡
圓腹棱鯡為輻鰭魚綱鲱形目鲱科的其中一種，分布於非洲塞內加爾至剛果民主共和國沿海的淡水流域，棲息深度可達50公尺，體長可達4公分，棲息在溪流、潟湖，為廣鹽性魚類，成群活動，可做為食用魚。

## 擴展閱讀
維基物種上的相關：圓腹棱鯡